# 小小魔法使響
《小小魔法使響》，是由Key的麻枝准寫作、日本漫畫家依澄れい作畫的日本奇幻漫畫系列。故事描述一名叫做響的少女，受到魔法師白月的訓練。儘管響不會使用魔法，但是她擅長泡茶。在某次意外當中，白月為了響而犧牲他自己。後來響到了一間知名的魔法學院成為一名教師。
《小小魔法使響》最初在2004年6月26日在角川書店的《月刊少年Ace》雜誌開始連載，後來在2005年11月26日轉移到另一份雜誌《月刊Comp Ace》繼續連載，之後經歷過長期休刊，於2008年7月重新連載，最終於2016年3月結束連載。在台灣與香港的繁體中文由台灣角川代理發行，於2006年1月發行第一冊單行本。在北美洲由TOKYOPOP代理發行，於2007年發行兩本單行本。動畫新聞網描述這部作品是可愛風格的「勵志人心」的漫畫，而在IGN漫畫的評價表示這是一部「打破可愛風格的勇敢故事」。

## 故事簡介
在《小小魔法使響》的故事描述一名孤獨的少女響，故事一開始響與白月一起生活，並且學習繪製魔法陣。白月是響的導師，主要研究長生不老，同時在魔法界譽為「偉大的魔法使」，制定多種魔法陣。儘管白月決定讓響學習魔法，但是由於響技巧不熟練的緣故，因此很少成功使用魔法。雖然一再失敗，但白月仍試著鼓勵她。:1－54
有一天，研究室遭到覬覦研究室的惡徒闖入因此實驗中斷，白月的靈魂進入松鼠般的生物古斯特，他為了保護他的魔法研究資料因此在火災當中失去他的身體；響與古斯特設法逃出原本的研究室:1－54。當響無處可去的時候，住在首都卡明格斯克附近定居。令響驚訝的是白月的知名度，因此響被以偉大的魔法使的弟子的名義請到卡明謝德魔法學院任教，並賦予教授的職位。因此她遇到了許多各式各樣的人，並且逐漸吸取經驗。:55－94
響遇見了一個問題學生亞人，他因為過去所發生的事情而痛恨魔法，響使用魔法看到過去的亞人之後最後他們成為了朋友，漸漸的改變了對魔法的看法:95－136。響與他的老師白月的幫助之下創造了一個人造人小女孩自稱希萊雅桑:137－162，儘管她不喜歡聽響的話，正當希萊雅桑想要使用她的能力時而倒下，響從榆子的手上拿到她死去的女兒奈奈子的眼淚，並且喝下奈奈子的眼淚而康復，因此後來響與希萊雅桑有著密切的關係:179－206。響遇到了一名詛咒的少女娜茲娜·希蕾優，響得知是小雞的靈魂附在她的身上，因此響設法幫助她減輕她身上的詛咒，嘗試各種方法卻始終沒有辦法讓小雞靈魂離開，而響與娜茲娜一起參加首都的路面電車啟用典禮時遇到列車出軌，而附身在娜茲娜的小雞靈魂阻止了列車出軌，因此娜茲娜成為響的朋友，後來得知娜茲娜是國王的孫女:77－120。
在《小小魔法使響》的世界觀當中，獲得魔法的條件是必須做出犧牲，可以是物理上的犧牲，例如亞人所經歷的痛苦:95－136，或著是心理上的犧牲，例如白月失去了他的記憶:207－255。響盡一切努力，試圖創造出能不失去任何東西的魔法:1－43。

## 登場人物

《小小魔法使響》的登場人物（由左至右）觀月、由衣、白月、響、亞人、希萊雅桑、榆子、壹子、阿斯馬、美沙紀以及奈奈子。

響
本作品的主角，是一名魔法使見習生，儘管她不會使用魔法，但是她擅長泡茶:1－54。原本她是個孤兒，無處可去而躲在白月家的儲藏室。當初對白月感到害怕，因此白月使用魔法操控古斯克讓響卸下心防:204－223。後來響成為白月的助手而一起生活，有一天研究室遭到惡徒襲擊因此燒毀。在這之後，響與寄居在古斯特肉體的白月一同到首都卡明格斯克，響以白月的助手的的名義在王立卡明謝德魔法學院任教:55－94。因此與各式各樣的人們相遇，響為了減少魔法所產生的犧牲，因此她決定研究「能不失去任何東西的魔法」，幫助受苦受難的人們:1－43。她的個性沉穩又善良但是愛哭又軟弱，另一方面喜歡與任何人之間友好，但是總是在一些事情上吃虧:95－136。
白月
白月是在魔法界尊稱為「魔法陣的權威」的魔法使。在森林中的研究室與響一起生活。他研究著不老不死的方法，將靈魂移轉到古斯克上，在進行移轉過程時遭到覬覦研究室的魔法研究資料的惡徒襲擊，之後寄宿在古斯克的身上，暗中保護不會使用魔法的響。:1－54他使用魔法的代價是「記憶」，在進行魔法研究的時候常常記憶喪失。過去白月愛上一名年輕女子由衣，因為魔法的代價的緣故多次忘記由衣的存在:185－194，最後由衣離開了白月的身邊。:207－255
亞人
卡明謝德魔法學院的學生。父母在戰爭中的恐怖行動中身亡:1－43，因此被魔法使改造，因而令眼睛擁有治療的魔法，代價是「自己的生命」，但因無法使用自己的魔法救觀月，對魔法有強烈的拒絕感和不信任感。儘管當初他不信任響，但是在與響的對決和其相處，漸漸地改變了對魔法的看法。:95－136
希萊雅桑
通稱小希，她是響與白月所創造出來的人工生命體:137－162，她借用了「希萊雅桑」這個戰爭史上最強的人工生命體當作自己的名字:163－178。出生後第三天倒下，經過響不休息細心的照顧下，喝下奈奈子的眼淚而康復:179－206。她擁有創造武器的魔法能力，可以隨時從身上拿出武器，但是使用過量就會有消失掉的危險性，因此響不准她使用能力:5－46。她的個性有點自我中心不喜歡被說教:179－206，但是非常害怕孤單:151－184。
阿斯馬
卡明謝德魔法學院的院長。個性樂觀又輕浮的他，經常被美沙紀反擊回去。他喜歡變魔術給他人帶來驚喜，例如變花和小鳥:55－94。而他使用魔法的代價是老化，曾經在一天之內增加好幾歲，因此令美沙紀感到驚訝:167－204。
美沙紀
美沙紀是阿斯馬的助手，個性一本正經時常對響說教:55－94，就算錯不在響身上也照樣說教:137－162。她是戰爭的孤兒，領養美沙紀的家庭持續凌虐著她，因此阿斯馬使用魔法救了美沙紀而逃出領養家庭。美沙紀希望見證使用魔法而衰老的阿斯馬到最後而努力成為他的助手:121－166。
觀月
她是重病的女孩子，亞人一直想救她卻無能為力。她的父母親都在事故身亡之後獨自生存，使得她的魔法覺醒，代價是持續的睡眠。:95－136
壹子·尼露桑
卡明謝德魔法學院的教師，主要研究為詛咒:55－94，她是榆子的姐姐:179－206。平常對人相當和善，但研究詛咒時就變得相當古怪。她研究詛咒的契機是，有一天在高塔與咒術師「往鎖」相遇之後，隨後咒術師施展了解咒之後而死去，壹子為了達成某種課題而使用往鎖的工具持續研究:105－150。
榆子
榆子是壹子的妹妹:179－206。榆子的女兒奈奈子過世以後，一直研究著人工生命體。誕生的人工生命體相當不完全，第三天就會消失:137－162。她的魔法的代價是「睡眠的時間」，自從榆子見到希萊雅桑之後，承認自己的女兒的死，決定不再研究人工生命體:179－206。
娜茲娜·希蕾優
娜茲娜是一名年輕的少女，祖父是卡明格斯克王國國王，她是一名頂尖的劍士，但是隨之即來的小雞靈魂緊跟著她不放，小雞將娜茲娜當成是自己母親，因此干擾她的訓練。響幫助她鄉一些小雞靈魂離開她的身邊，雖然最後小雞還是回到了她的身邊:77－120。娜茲娜從小非常不喜歡穿裙子，除了外交禮儀之外才會穿上禮服，認為裙子不方便行動:5－42。
失敗作的少女
原本是個六歲的小女孩，被捉去做人體實驗而失去人性，變成怪物的樣子，其後被放置在首都卡明格斯克北部的廢棄魔法研究設施的地下室。它渴望著親情，在響與亞人和希萊雅桑扮演她的親人之時，回想起過去的回憶後消失:1－43。
十字路的惡魔
在十字路送菠蘿麵包的少女，雖然稱呼惡魔但是對人類沒有惡意。成為惡魔之前原是一名人類，因為父母過世而感到絕望，因此向惡魔許願變成「專門替人實現夢想的惡魔」。她的魔法以消耗自己的靈魂作為代價，免費烤菠蘿麵包送給路人。因此，存在薄弱的她差點消失，而經過的老人說出他的夢想而持續維持她的形體，在這之後她以人的夢想作為交換的代價。:121－166
惡魔
附身在響的身上的「惡魔」，真面目是廣場旁的廢棄房屋魔法使的鬼魂。他的魔法的代價是「皮膚的成分」，只要使用魔法就會使他的身體變得非常醜陋，因此城鎮的人們都稱呼他「惡魔」，他最後也孤獨地死去。惡魔逼使響依照自己的想法行動，因此讓響非常困擾。惡魔的目的是要實現自己的願望，並且在響完成他的願望之後成佛:65－104。

## 創作與連載
《小小魔法使響》由麻枝准負責故事的寫作，由依澄れい負責漫畫的繪製:226－227。這部作品是麻枝准學生時期構想的一篇短篇小說，故事包含了許多不尋常的主題。從2003年開始，他與他最喜歡的漫畫家依澄れい一起合作。當依澄れい設計出初期的人物「響」之後，麻枝決定繼續寫作這個故事，並且開始共同著作整部作品:226－227。
漫畫最初在2004年6月26日在角川書店的《月刊少年Ace》雜誌開始連載，在2005年11月26日轉移到《Comptiq》的增刊《Comp Ace》繼續連載，之後在2007年5月26日發行的《月刊Comp Ace》Vol.15發行後不定期連載，在這段時間僅刊載三個章節，其中第一篇在《月刊Comp Ace》2008年8月號發行，第二篇在《月刊Comp Ace》2008年9月號（2008年7月26日發售）發行特別篇（未收錄於單行本），第三篇在《月刊Comp Ace》的增刊雜誌《Key Station》之2011年7月號（2011年5月26日發售）當中刊載，最終在《月刊Comp Ace》2013年4月號恢復定期連載，整部作品於2016年3月26日發行的《月刊Comp Ace》5月號結束連載。

## 出版書籍
漫畫於2005年8月10日發行第一冊單行本，於2017年2月26日發行最後兩冊單行本，總共發行六冊單行本，出版到第四冊的同時將原有第一冊與第二冊的封面插圖進行更換。
台灣與香港的繁體中文版由台灣角川代理發行，於2006年1月10日發行第一冊單行本，於2018年11月26日發行最後兩冊單行本，一共發行六冊單行本。而英語版由TOKYOPOP代理發行，於2007年1月9日發行第一冊，至2007年9月11日為止發行到第二冊。
| - 01. 轉位的魔法（）(2004.08) - 02. 無法治癒的魔法（前篇）（）(2004.09) - 03. 無法治癒的魔法（後篇）（）(2004.10) | - 04. 生命的魔法（前篇）（）(2004.12) - 05. 生命的魔法（中篇）（）(2005.01) - 06. 生命的魔法（後篇）（）(2005.02) - 外傳：即使我將妳遺忘（）(2005.03) |

| - 07. 為了不會失去的魔法（）(2005.05) - 08. 咒具的魔法（）(2006.01) - 09. 傳心的魔法（）(2006.02) | - 10. 惡魔的魔法（）(2006.03) - 11. 為了拯救的魔法（）(2006.04) - 外傳：妳我初次相遇之歌（）(2006.05) |

| - 12. 人工生命兵器的魔法（）(2006.12) - 13. 祝福的魔法（）(2007.03) - 14. 溫暖的魔法（）(2007.04) | - 15. 一夜的魔法（）(2007.05) - 16. 塗鴉的魔法（）(2008.06) - 外傳：妳帶給我的東西（）(2014.02) |

| - 17. 禮服的魔法（）(2011.05) - 18. 野心的魔法（前篇）（）(2013.02) - 19. 野心的魔法（中篇）（）(2013.03) - 20. 野心的魔法（後篇）（）(2013.04) | - 21. 心的魔法（）(2013.06) - 外傳：我贈予妳的東西（）(2015.01) |

| - 22. 思念的魔法（前篇）（）(2013.08) - 23. 思念的魔法（中篇）（）(2013.10) - 24. 思念的魔法（後篇）（）(2013.12) | - 外傳：我們的魔法（）（單行本加筆） - 外傳：我贈予給你的東西（）(2015.03) |

| - 25. 加那畢拉的魔法（前篇）（）(2014.06) - 26. 加那畢拉的魔法（後篇）（）(2014.08) - 27. 蛋的魔法（）(2014.10) | - 28.離巢的魔法（前篇）（）(2016.02) - 29.離巢的魔法（後篇）（）(2016.03) |

## 評價
動畫新聞網的第一冊評論是「《小小魔法使響》……在這部作品當中魔法對於人物的生活當中扮演非常重要的地位，本書試圖喚醒讀者的強烈的情感，但是這部分的情節非常短。」，同時評論第一冊「是一部勵志人心的作品」，並表示「不要認為《小小魔法使響》有一個截然不同的方法使用魔法。這是一部多愁善感的故事。」。動畫新聞網另一篇評論由卡羅·桑托斯所寫，他表示「這部作品比起《魔法使的條件》有更多的勇氣與內心」，除此之外，這部作品描繪的魔法師也有一般人所「擁有的弱點」；而外觀與奇幻文學其他系列作品相似，並指出與霍格華茲魔法與巫術學院相似的魔法袍與標誌。在IGN漫畫的評論是，「這部作品在特定年齡層相當受歡迎……毫無疑問，這部作品非常可愛，在每一句文字都有它的含意……同時這是一部打破可愛風格的勇敢故事。」
Comic Book Bin網站的勒羅伊·多雷評論稱讚麻枝准的寫作，指「這是一部關於深厚的友誼、愛與奉獻，並且令人感動的故事」，並稱讚依澄「可愛的畫風」以及她的「視覺效果以及感情的表現。」。專欄作家米歇爾·蘭莫尼的評論則指這部作品「看起來像是可愛向」，不過「儘管作品當有搞笑的部分，但是主要以苦樂參半的劇情為主，這是一部真正的催淚劇」，認為漫畫的主題與「試圖尋找希望，痛苦和悲傷的時刻」有關。美國動漫文化作家傑森·湯普森在《漫畫大全》提到「假如有一天《魔法使的條件》與《鍊金術士瑪莉與艾莉》的人物交會」，他認為作品「與《魔法使的條件》比起來，這部作品並不樂觀」，並表示作品只是「平淡的萌主題」以及「未成熟的一般作品」。

## 外部連結
- 月刊Comp Ace （页面存档备份，存于） （日語）
- 角川書店的小小魔法使響介紹 （页面存档备份，存于） （日語）
- http://www.idumirei.com/ （页面存档备份，存于） （日語）
- 台灣角川的介紹 （页面存档备份，存于） （繁體中文）
- 小小魔法使響在動畫新聞網百科全書中的資料（英文） （英文）